# Massarina albocarnis
Massarina albocarnis är en svampart som först beskrevs av Ellis & Everh., och fick sitt nu gällande namn av M.E. Barr 1992. Massarina albocarnis ingår i släktet Massarina och familjen Massarinaceae.   Inga underarter finns listade i Catalogue of Life.